# Rock Springs (Nuevo México)
Rock Springs es un lugar designado por el censo ubicado en el condado de McKinley en el estado estadounidense de Nuevo México. En el Censo de 2010 tenía una población de 567 habitantes y una densidad poblacional de 37,66 personas por km².

## Geografía
Rock Springs se encuentra ubicado en las coordenadas 35°36′32″N 108°49′46″O / 35.60889, -108.82944. Según la Oficina del Censo de los Estados Unidos, Rock Springs tiene una superficie total de 15.06 km², de la cual 15.06 km² corresponden a tierra firme y (0%) 0 km² es agua.

## Demografía
Según el censo de 2010, había 567 personas residiendo en Rock Springs. La densidad de población era de 37,66 hab./km². De los 567 habitantes, Rock Springs estaba compuesto por el 0.53% blancos, el 0% eran afroamericanos, el 98.94% eran amerindios, el 0% eran asiáticos, el 0% eran isleños del Pacífico, el 0% eran de otras razas y el 0.53% pertenecían a dos o más razas. Del total de la población el 1.06% eran hispanos o latinos de cualquier raza.